# Michael Barquero
Michael Vinicio Barquero Abarca (Limón, 10 de febrero de 1991) es un futbolista costarricense que juega como Lateral izquierdo y su actual equipo es el Club Sport Cartaginés de la Primera División de Costa Rica. 
Obtuvo su primer título de campeón de Primera División con el Deportivo Saprissa en el torneo de Verano 2014.

## Clubes
| Club                   | País       | Año         |
| ---------------------- | ---------- | ----------- |
| Belén Bridgestone F.C. | Costa Rica | 2011 - 2012 |
| Deportivo Saprissa     | Costa Rica | 2012 - 2014 |
| Club Sport Cartaginés  | Costa Rica | 2015 - 2016 |